# Wörner
Wörner är ett berg i Österrike, på gränsen till Tyskland.   Det ligger i förbundslandet Kärnten, i den västra delen av landet, 400 km väster om huvudstaden Wien. Toppen på Wörner är 2 476 meter över havet, eller 1 049 meter över den omgivande terrängen. Bredden vid basen är 10,4 km.
Terrängen runt Wörner är bergig åt sydost, men åt nordväst är den kuperad. Närmaste större samhälle är Seefeld in Tirol, 17,2 km sydväst om Wörner. 
I omgivningarna runt Wörner växer i huvudsak barrskog. Runt Wörner är det tätbefolkat, med 530 invånare per kvadratkilometer.